# Aicha Fall
Aicha Bilal Fall (* 17. Juli 1993 in Nouakchott) ist eine mauretanische Leichtathletin, die sich auf den Mittelstreckenlauf spezialisiert hatte.

## Biografie
Aicha Fall startete bei den Olympischen Jugend-Sommerspielen 2010 im 1000-Meter-Lauf. Im Alter von 19 Jahren nahm sie als einzige Frau ihres Landes an den Olympischen Sommerspielen 2012 in London teil. Im Wettkampf über 800 m lief sie mit einer Zeit von 2:27,97 Minuten einen neuen Landesrekord, schied allerdings als Sechste ihres Vorlaufes vorzeitig aus.